# Joe Montana
Joseph Clifford "Joe" Montana Jr. (New Eagle, Pennsylvania, 1956. június 11. –) amerikai amerikaifutball-játékos. Az 1980-as években és az 1990-es évek elején minden idők egyik legnagyobb quarterbackjévé (irányító) vált a National Football League történetében.

## Egyetem
Joe Montana az egyetem alatt a Notre Dame Fighting Irish-nél játszott 1975-től 1978 januárjáig, ahol végzősként csapatát Cotton Bowl győzelemre vezette, és így ők lettek 1977 nemzeti bajnokai.

## NFL
Az 1979-es drafton a harmadik körben választotta ki Joe Montanát a San Francisco 49ers. A 16-os mezt viselve négy alkalommal vezette Super Bowl győzelemre csapatát(1982, 1985, 1989, 1990). Mindezidáig ő az egyetlen játékos, akit három alkalommal választották meg a Super Bowl MVP-jének. 1990-ben a Sports Illustrated az év sportemberének választotta. 1991-ben az újabb címvédésre készülődve megsérült, és két évet volt kénytelen kihagyni, ami alatt az addigi csereirányító Steve Young sikeresen helyettesítette. Sérüléséből visszatérve így a Kansas City Chiefs-nél állt újra munkába 1994-es visszavonulásáig, ahol mivel a 16-os mez már foglalt volt, a 6-ost megfordítva a 19-es mezben játszott.
Montana nem egyszerűen csak atletikus volt és precízen dobta a rövid passzokat, hanem a kilátástalan helyzetekben is mindig a legjobb megoldást választotta. Jól mutatja ezt, hogy az utolsó negyedben 31 alkalommal tudott fordítani. Ezért is nevezték Comeback Kid-nek, majd később Joe Cool-nak.
1982. január 10-én a telt házas Candlestic Parkban a 49ers történetének egyik leghíresebb játékát mutatta be. Bár ez nem a Super Bowl volt, "csupán" egy NFC konferenciadöntő a Dallas Cowboys ellen. Az itt elért győzelemmel 49ers először vehetett részt a Super Bowl-on és Montana ott bemutatott passzát, amelyet Dwight Clark kapott el, azóta is csak "The Catch"-ként, vagyis "Az Elkapás"-ként emlegetik. Ugyancsak mai napig híres a "The Drive", vagyis "A Játék", amely a Cincinnati Bengals ellen zajlott le a Super Bowl XXIII -ban. Röviddel a mérkőzés vége előtt a 49ers-nek Touchdown-t kellett elérni a győzelemhez, úgy, hogy a célterülettől 92 yardra voltak. Montana teljes nyugalomban vitte ezt véghez, laza magabiztosságával lenyűgözött minden nézőt és szakértőt.
A San Francisco 49ers-nél töltött ideje alatt 4600 passzából 2929 volt sikeres, 35 142 yardot és 240 Touchdown-t eredményezve. Egész pályafutása során 3 409 sikeres passza 40 551 yardja és 273 TD-je volt. Montana 8 alkalommal szerepelhetett a Pro Bowl-on. A Quarterback Rating-je az egész pályafutását tekintve 92,8 volt, ami a harmadik legmagasabb az NFL történetében, csak Kurt Warner és az utódja Steve Young produkált magasabb értéket (ez már réges-rég nem igaz, jelenleg a 15. ezen a listán https://www.pro-football-reference.com/leaders/pass_rating_career.htm) A Pro Football Hall of Fame a lehető leghamarabb, 5 évvel visszavonulása után választották be. 1994-ben tagja lett az NFL hetvenötéves történetének legjobb csapatának. Ezeken kívül is számos kitüntetést kapott karrierje alatt és után is.